# 센트럴일루서라

센트럴일루서라

센트럴일루서라(영어: Central Eleuthera)는 바하마의 구로 일루서라섬에 위치한다.